# Divine Naah
Divine Yelsarmba Naah, kallad Mallam, född 20 april 1996, är en ghanansk fotbollsspelare som spelar för Kauno Žalgiris.

## Karriär
Naah skrev på för Manchester City i juli 2014, och blev omedelbart utlånad i sex månader till Strømsgodset. Han spelade sin första match för Strømsgodset den 20 september 2014 i 4-0-vinsten mot Bodø/Glimt. Naah blev då inbytt i den 87:e minuten.
Sedan 20 februari 2017 är Divine utlånad till Örebro SK. Lånet sträcker sig till sommaren 2017.

ÖSK försökte förlänga lånet av Divine efter sommaren men Manchester City valde att kalla hem den unga ghananska spelaren 